# Dennis Gansel

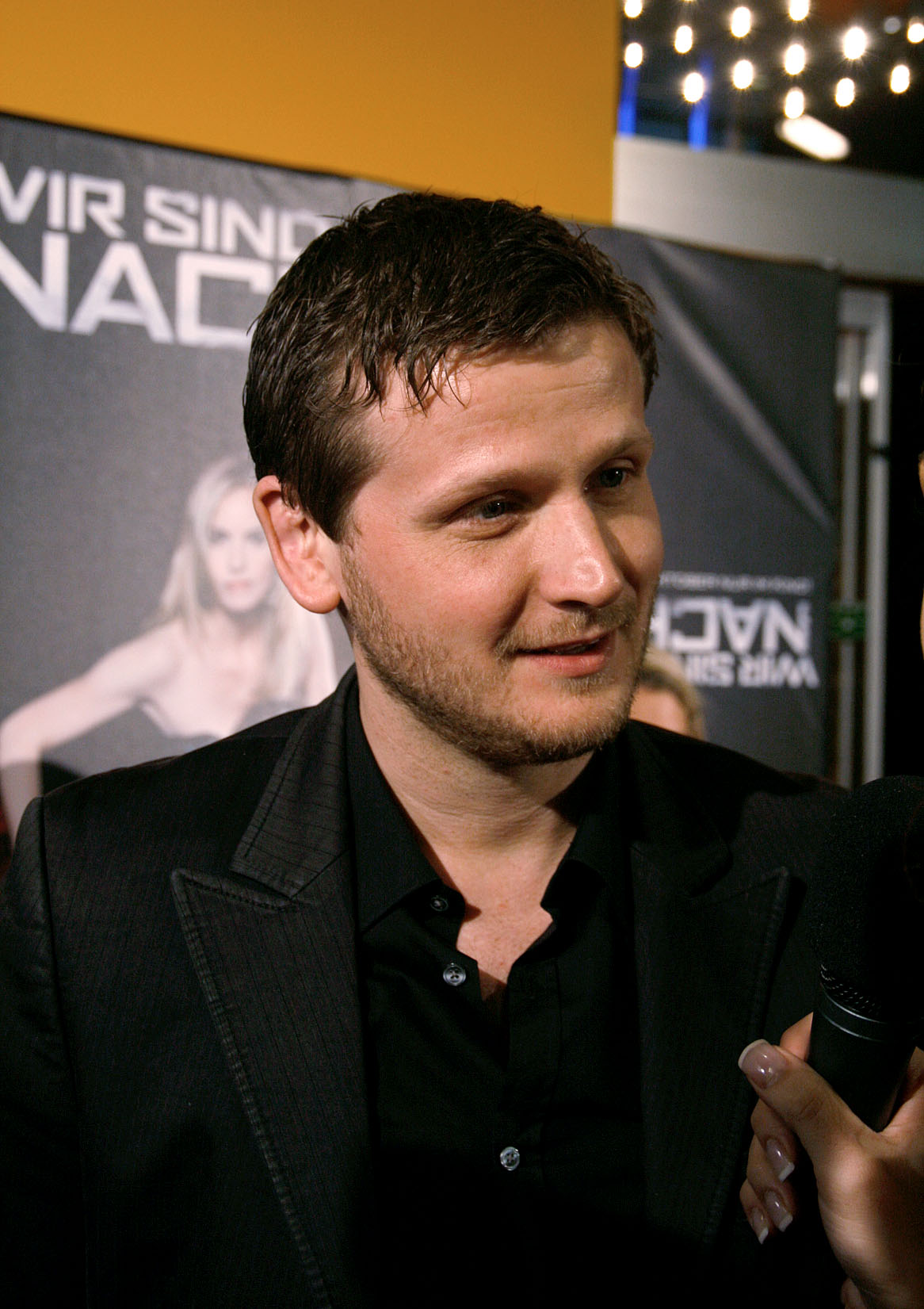
Dennis Gansel (2010)

Dennis Gansel (* 4. Oktober 1973 in Hannover) ist ein deutscher Filmregisseur und Drehbuchautor, der in einigen seiner Filme auch als Schauspieler in Erscheinung tritt.

## Leben und Wirken
In seiner Jugend besuchte Dennis Gansel von 1987 bis 1993 die Tellkampfschule in Hannover, die er mit dem Abitur abschloss. In den Jahren 1993 bis 1995 leistete er seinen Zivildienst ab. Von 1994 bis in das Jahr 2000 studierte er mit seinem späteren langjährigen Produzenten-Kollegen und Freund Christian Becker an der Hochschule für Fernsehen und Film München.
Sein erster Film war der Kurzfilm The Wrong Trip aus dem Jahr 1995. Seinen ersten langen Spielfilm inszenierte Gansel 1999 mit Das Phantom, ein RAF-Politthriller mit Jürgen Vogel als Fahnder in der Hauptrolle. Der Film wurde im Mai 2000 im Fernsehen ausgestrahlt und fand nicht nur eine enorme Presseresonanz, sondern wurde zudem mit drei Adolf-Grimme-Preisen ausgezeichnet. Sein Kinodebüt gab Dennis Gansel 2001 mit Mädchen, Mädchen.
Im Jahr 2008 lief sein Film Die Welle, den er ebenfalls wieder mit seinem Produzenten Becker realisierte, im deutschen Kino. Der Film wurde 2008 auf dem Sundance Film Festival in der Sektion World Cinema – Dramatic gezeigt, musste sich aber bei der Vergabe des Jurypreises dem schwedischen Beitrag Ping-pongkingen von Jens Jonsson geschlagen geben. Dafür gewann er in der Kategorie bester deutscher Spielfilm den Deutschen Filmpreis in Bronze.
2010 führte er dann bei dem Vampir-Film Wir sind die Nacht Regie und erfüllte sich damit einen langjährigen Traum, da er die Grundidee zu dem Film bereits 1996/97 an der Filmhochschule hatte. Im November 2014 begann Gansel in Thailand die Dreharbeiten zu seiner ersten internationalen Produktion, Mechanic: Resurrection, einer Fortsetzung von The Mechanic (2011) mit Jason Statham.
Zurück in Deutschland wandte sich Gansel der Life-Action-Verfilmung eines Kinderbuchklassikers zu – Jim Knopf und Lukas der Lokomotivführer von Michael Ende. Diese wurde ab 2016 produziert und im März 2018 veröffentlicht. Zwei Jahre später folgte eine Fortsetzung mit dem Titel Jim Knopf und die wilde 13. Diese wurde bereits vor ihrer Veröffentlichung von der deutschen Film- und Medienbewertung (FBW) mit dem höchstmöglichen Prädikat („besonders wertvoll“) ausgezeichnet.
Noch im selben Jahr realisierte er, gemeinsam mit neun Kollegen in der Regie (u. a. Til Schweiger, Dani Levy und Peter Chelsom), den Episodenfilm Berlin, I Love You. Hier war er zudem als Drehbuchautor beteiligt.
Von 2022 bis 2023 war er bei elf Folgen der Miniserie Das Boot. als Regisseur tätig, die inhaltlich grob auf den Büchern Das Boot und Die Festung von Lothar-Günther Buchheim sowie dem gleichnamigen Film aus dem Jahr 1981 basiert.
Dennis Gansel war 2003 eines der Gründungsmitglieder der Deutschen Filmakademie.

## Filmografie

### Drehbuch und Regie
- 1996: The Wrong Trip (Kurzfilm)
- 1998: Im Auftrag des Herrn (Kurzfilm)
- 1998: Living Dead (Kurzfilm)
- 2000: Das Phantom
- 2001: The Dawn (Kurzfilm, spätere Vorlage zu Wir sind die Nacht)
- 2004: Napola – Elite für den Führer
- 2008: Die Welle
- 2010: Wir sind die Nacht
- 2012: Die vierte Macht
- 2019: Wir sind die Welle (Fernsehserie, Idee)
- 2019: Berlin, I Love You
- 2025: Der Tiger

### Nur Regie
- 2001: Mädchen, Mädchen
- 2016: Mechanic: Resurrection
- 2018: Jim Knopf und Lukas der Lokomotivführer
- 2020: Jim Knopf und die Wilde 13
- seit 2022: Das Boot (Fernsehserie, 11 Folgen)

### Als Darsteller
- 1998: Im Auftrag des Herrn (Kurzfilm)
- 2001: Mädchen, Mädchen
- 2004: Napola – Elite für den Führer
- 2007: Neues vom Wixxer
- 2008: Die Welle
- 2009: Männerherzen
- 2011: Zimmer 205
- 2012: Die vierte Macht
- 2025: Der Tiger

## Auszeichnungen
- Bayerischer Filmpreis 2005 für Napola – Elite für den Führer
- Adolf-Grimme-Preis 2001 für Das Phantom
- Deutscher Filmpreis 2008 in Bronze für Die Welle (Bester Spielfilm)